# Oberrheinalemannisch
Das Oberrheinalemannische oder Niederalemannische (im engeren Sinn), regional auch (uneindeutig) als Mittelbadischer Dialekt bezeichnet, gehört zum Niederalemannischen. Es umfasst den größten Teil der alemannischen Dialekte im südlichen Teil des Oberrheins (Schwarzwald – Vogesen). Dabei geht es um die meisten Mundarten des Elsässischen im größten Teil der französischen Region Elsass mit Ausnahme der süd- und rheinfränkischen Varianten im äußersten Norden und im Krummen Elsass sowie der hochalemannischen im Sundgau, auf der rechten Rheinseite die des größten Teils des Breisgaus, der Ortenau bis an die Murg und als „Sprachinsel“ die der Stadt Basel.

## Kennzeichen
Gemeinsame Kennzeichen sind:
- die Erhaltung des k in Wörtern wie Kopf und stark (vgl. k/ch-Linie)
- erhaltener, aber entrundeter Monophthong i (aus mittelhochdeutsch ü, iu) etwa in Fiir ‚Feuer‘, ficht (fiicht) ‚feucht‘, Bittel ‚Beutel‘, Litt ‚Leute‘, hitt ‚heute‘, Miis ‚Mäuse‘, Liis ‚Läuse‘, Hiiser ‚Häuser‘, Bich (Biich) ‚Bäuche‘
- aus mittelhochdeutsch ö, œ entrundetes e etwa in scheen ‚schön‘, bees ‚böse‘, Leffel ‚Löffel‘, Lecher ‚Löcher‘
- fast überall die Richtungsadverbien nuff ‚hinauf‘, na(b) ‚hinunter‘, ruff ‚herauf‘, ra(b) ‚herab‘, nii (nin) ‚hinein‘, nus (nüs) ‚hinaus‘, rii (rin) ‚herein‘, rus (rüs) ‚heraus‘

## Rheinstaffeln

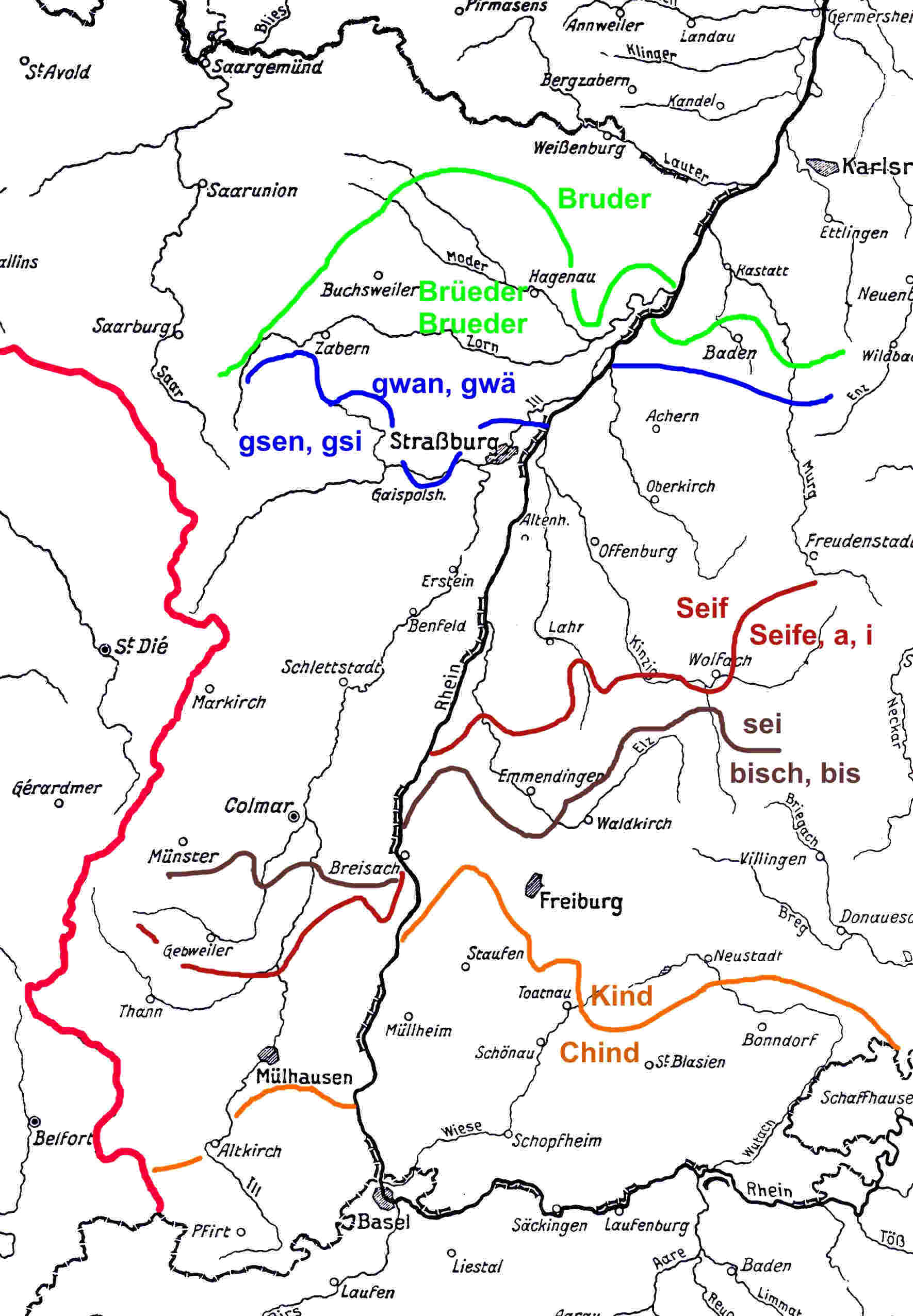
Isoglossen im südlichen Oberrheintal

Typisch für den oberrheinalemannischen Dialektraum ist die oft links- und rechtsrheinisch versetzte staffelartige Untergliederung durch weitere Dialektmerkmale; man spricht diesbezüglich von den sog. Rheinstaffeln. Dies meint, dass ein Wort oder eine Form im Elsass und im Badischen bis zu einer meist unterschiedlichen (Rhein)höhe verbreitet ist. Die Verbreitung von gumpe ‚springen‘ beispielsweise reicht vom Süden her im Oberelsass bis Dessenheim nördlich von Mülhausen, im Breisgau hingegen bis an den Nordrand des Kaiserstuhls. Mit andern Worten wird gumpe im Badischen noch 25 km weiter nördlich gebraucht als im Elsass. An gumpe schließt sich dann beidseits des Rheins springe an.
Rheinstaffel bilden unter anderem auch
- Ägerscht(e)/Atzel ‚Elster‘
- Seibfe/Seif ‚Seife‘
- Obe/Owe ‚Abend‘,
- Farbe/Farwe ‚Farben‘
- nid/nigs ‚nichts‘
- bi (bis, bisch) schtill! / sei schtill! ‚sei still!‘
- gsi(n) ‚gewesen‘

Südliche Wort- oder Lauttypen (z. B. das Wort gumpe oder der Laut /b/ in Oobe) sind vielmals konservativ, sie sind in der obigen Zusammenstellung als erstes genannt. Die nördlichen Wort- und Formtypen sind meistens Neuerungen, welche aus dem Südfränkischen kommen. Oftmals sind die Neuerungen im Elsass weiter nach Süden vorgedrungen, weshalb die meisten Isoglossen die Form einer Staffel haben.
Die Grenze zwischen dem sprachgeschichtlich jüngeren Bruder (mit langem monophthongischem /u:/) und dem sprachgeschichtlich älteren alemannischen Brueder (mit Diphthong /uə/) passiert bei Baden-Baden die Rheinebene. Weiter nach Süden vorgedrungen ist die südfränkische Form des Partizips von sein, nämlich gwan, das alemannischem gsii gegenübersteht: Nach Aufnahmen des SSA ist gsii schon bis Achern zurückgedrängt. Der Norden und der Süden unterscheiden sich ebenfalls in der Aussprache von schon: Im Süden heißt es scho, im Norden gilt bis auf die Höhe von Lahr die Lautung schun. Der Einfluss der südfränkischen Lautungen von Seife (Seif gegen Seife) und Kind (Kind gegen Chind) sowie die Imperativform von sein (sei gegen bis, bisch) ist am weitesten nach Süden vorangeschritten. Auch in diesen Fällen zeigt sich, dass sich der südfränkische Einfluss im linksrheinischen Elsass stärker ausgewirkt hat, wo die einzelnen Isoglossen weiter südlich verlaufen. Daraus lässt sich schließen, dass über die früher durch das Elsass verlaufenden Handels- und Hauptverkehrsrouten das Südfränkische einen erheblichen Einfluss auf das Oberrheinalemannische hatte. Die ehemalige Lage der Verkehrswege führte demnach zu einer verschobenen Symmetrie der Sprachgrenzen am Oberrhein.
Die Stufenlandschaft zeigt sich auch bei der Aussprache der Wörter Schädel, Feder und Wiesel: Linksrheinisch reicht die südfränkisch beeinflusste Lautung Schäddel, Fedder, Wissel bis auf die Höhe von Gengenbach, wogegen der Kurzvokal rechtsrheinisch nur bis Bühl gelangt ist. Der südfränkische Kurzvokal, der um Kehl gesprochen wird, rührt dagegen nicht von einer Einwirkung von Norden her; vielmehr steht dieses Gebiet unter dem Einfluss des benachbarten Straßburg, von wo sich die südfränkische Lautung über den Rhein schiebt. Es kreuzen sich hier also eine von Norden nach Süden und eine von Westen nach Osten gelangende Entwicklung.
Nur in einem begrenzten Gebiet in der Breisgauer Rheinebene und in der südlichen Ortenau sind die typisch elsässischen ü, aü und oi auf die badische Seite vorgedrungen, etwa in Hüüs ‚Haus‘, Müüs ‚Maus‘, Fraü ‚Frau‘, Baüm ‚Baum‘, Soi ‚Sau‘.

## Dynamik und innere Grenzen
Ebenso wie sich fehlender Kontakt auf die Spaltung von Dialektgebieten auswirkt, fördern ständiger Kontakt und häufige Kommunikation der Menschen untereinander die Vermischung von Mundarten.
Manche Lauterscheinungen dringen aus dem Elsass nur in die Kehler Gegend, andere bis zum Schwarzwaldrand, weitere bis in die Schwarzwaldtäler, ins Kinzigtal und ins Renchtal. Straßburg hat beispielsweise eine fränkische Neuerung – den g-Schwund – aufgenommen und gibt diese über den Rhein weiter, wo sie sich weiter verbreitet. Dies wird deutlich in der Aussprache der Wörter Auge und Tag, in denen rechtsrheinisch nicht nur um Kehl, sondern bereits bis zur Schwarzwaldkante von Rastatt bis auf die Höhe von Lahr der fränkische g-Schwund durchgeführt wird.
Ein Beispiel für den Einfluss von Straßburg bis in die Schwarzwaldtäler ist die Aussprache der Wörter Maul, Eis und Beule. Es zeigt sich, dass die Stadt nicht nur fränkische Lautungen weitergibt; auch alte, typische elsässische Lautungen werden rechtsrheinisch übernommen, beispielsweise die Vokalkürzungen zu Mül, Is, Bil, die nicht nur im Hanauerland zu finden sind, sondern bis ins Kinzigtal und ins Renchtal vordringen.
Es lassen sich in der Rheinebene Sprachbewegungen in Nord-Süd-Richtung feststellen wie bei den Rheinstaffeln. Dazu kommen in der Ortenau Einwirkungen in West-Ost-Richtung aus dem Elsass über Straßburg ins Hanauerland. Die Resultate reichen meist nur in die Ebene und können nur in einzelnen Fällen die Schwarzwaldtäler erreichen. Im Beispiel der Lautungen von gehen treffen bei Sprachbewegungen aufeinander. Hier konkurrieren zwei mittelhochdeutsche Formen miteinander: Mhd. gėn ist ursprünglich im Nordelsass, in Nordbaden und Nordwürttemberg beheimatet; mhd. gân ist die alte Form in der Rheinebene. Die Aussprache geen und gii stammen beide von mhd. gên; während gii aus dem Norden über Bühl und Achern bis nach Oberkirch vordringen konnte, erreicht geen das Hanauerland, Offenburg und Lahr über das Elsass und Straßburg in West-Ost-Richtung.  
Es zeigen sich noch weitere mögliche Grenzverläufe innerhalb des Alemannischen. Die Schwarzwaldkante kann hier in ihrer Funktion als kulturelle Grenze zwischen der Ebene und dem beginnenden Höhenzug des Schwarzwaldes verstanden werden. Die kulturellen Unterschiede schlagen sich schließlich nicht nur in der  Sprache, sondern in allen Lebensbereichen wie den Trachten, dem Hausbau und dem Erbrecht nieder.